# Vliegende achtbaan
Een vliegende achtbaan is een stalen achtbaantype, waarbij de passagiers onder de baan zelf hangen in een vlieg- of zweefhouding. Dit achtbaantype lijkt hierdoor erg op een omgekeerde achtbaan, maar bij een omgekeerde achtbaan zitten de passagiers onder de baan i.p.v. dat ze er onder liggen. De eerste vliegende achtbaan was de inmiddels gesloopte Skytrak in het Britse Granada Studios, die opende in 1997.
De langste vliegende achtbaan ter wereld is F.L.Y. in het themagebied Rookburgh in het Duitse attractiepark Phantasialand. Deze vliegende achtbaan die op 17 september 2020 werd geopend heeft een lengte van 1150m.

## Bouwers
Er zijn drie belangrijke bouwers van vliegende achtbanen:
Vekoma
Vekoma's Flying Dutchman was de eerste vliegende achtbaan die gebouwd werd. Bij deze achtbaan stappen de passagiers zittend in en worden vervolgens in een lighouding gebracht. Als de trein de top van de lifthill heeft bereikt, draait de baan een halve slag, zodat de passagiers onder de baan hangen in vlieghouding. Vekoma was de eerste constructeur die dit type achtbaan populair maakte, maar zij bouwden slechts een paar van deze achtbanen.
In 2009 kwam Vekoma met een nieuw model van vliegende achtbanen, de Stingray. Dit model is beduidend kleiner en dus beter geschikt voor minder grote parken.
Bolliger & Mabillard (B&M)
In 2002 kwam het Zwitserse B&M met hun versie van een vliegende achtbaan op de markt. Bij het model van B&M neemt men in zithouding plaats, waarna de gondels naar achteren tegen de track worden gekanteld. De versie van B&M is het populairste, ook al opende hun laatste exemplaar in 2016 (in Universal Studios Japan).
Zamperla
De Italiaanse fabrikant Zamperla noemt haar modellen Volare. Deze banen zijn vaak redelijk goedkoop en erg compact. Ook zijn deze meestal verplaatsbaar.

## Lijst van vliegende achtbanen
| Naam                       | Fabrikant             | Park                                 | Status                    | Geopend           |
| -------------------------- | --------------------- | ------------------------------------ | ------------------------- | ----------------- |
| Acrobat                    | Bolliger & Mabillard  | Nagashima Spa Land                   | Geopend                   | 2015              |
| Batwing                    | Vekoma                | Six Flags America                    | Geopend                   | 2001              |
| Crystal Wing               | Bolliger & Mabillard  | Happy Valley Beijing                 | Geopend                   | 2006              |
| Firehawk Voorheen X-Flight | Vekoma                | Kings Island Geauga Lake             | Gesloopt Gesloten in 2006 | 2007 2001         |
| F.L.Y.                     | Vekoma                | Phantasialand                        | Geopend                   | 17 september 2020 |
| Flying Coaster             | Zamperla              | Elitch Gardens                       | Verplaatst                | 2002              |
| Flying Coaster             | Zamperla              | Genting Theme Park                   | Geopend                   | 2004              |
| Flying Coaster             | Zamperla              | Genting Highlands Outdoor Theme Park | Geopend                   | 2006              |
| Flying Dinosaur            | Bolliger & Mabillard  | Universal Studios Japan              | Geopend                   | 2016              |
| Galactica                  | Bolliger & Mabillard  | Alton Towers                         | Geopend                   | 2002              |
| Hero                       | Zamperla              | Flamingo Land Resort                 | Geopend                   | 2013              |
| Hexenbesen                 | Wiegand               | Erlebniswelt Seilbahnen Thale        | Geopend                   | 2003              |
| Komet (achtbaan)           | Select Contracts      | Encounter Zone                       | Gesloopt                  | 1998              |
| Manta                      | Bolliger & Mabillard  | SeaWorld Orlando                     | Geopend                   | 2009              |
| Nighthawk Voorheen Stealth | Vekoma                | Carowinds California's Great America | Geopend Gesloten in 2003  | 2004 2000         |
| Sky Scrapper               | Bolliger & Mabillard  | World Joyland                        | Geopend                   | 2011              |
| Skytrak                    | Skytrak International | Granada Studios                      | Gesloopt                  | 1997              |
| Soarin' Eagle              | Zamperla              | Luna Park, Coney Island              | Geopend                   | 2011              |
| Stingray                   | Vekoma                | Giant Wheel Park of Suzhou           | Gesloten                  | 2009              |
| Super Flight               | Zamperla              | Playland                             | Geopend                   | 2004              |
| Superman: Ultimate Flight  | Bolliger & Mabillard  | Six Flags Over Georgia               | Geopend                   | 2002              |
| Superman: Ultimate Flight  | Bolliger & Mabillard  | Six Flags Great Adventure            | Geopend                   | 2003              |
| Superman: Ultimate Flight  | Bolliger & Mabillard  | Six Flags Great America              | Geopend                   | 2003              |
| Tatsu                      | Bolliger & Mabillard  | Six Flags Magic Mountain             | Geopend                   | 2006              |
| The Flying Dinosaur        | Bolliger & Mabillard  | Universal Studios Japan              | Geopend                   | 2016              |
| Time Warp                  | Zamperla              | Canada's Wonderland                  | Geopend                   | 2004              |
| Trombi                     | Zamperla              | Särkänniemi                          | Geopend                   | 2005              |
| Volare                     | Zamperla              | Wiener Prater                        | Geopend                   | 2004              |